# فرنك جنيف

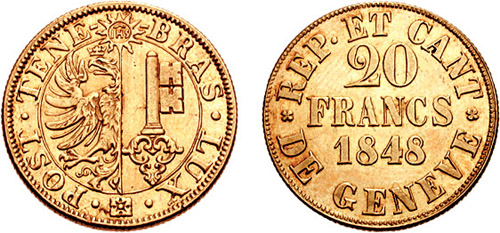
فرنك جنيف

فرنك جنيف هو عملة كانتون جنيف السويسري بين 1839 و1850. قسم إلى 100 سنتيم.

## التاريخ
حل الفرنك محل ثالر جنيف في 1839 وكان معادلًا للفرنك الفرنسي. في 1850، قدم الفرنك السويسري معادلًا لفرنك جنيف.

## القطع المعدنية
من فئات 1 و2 و4 و5 و10 و25 سنتيم. ضربت قطع فضية أيضًا من فئات 5 و10 فرنك وذهبية 10 و20 فرنك.